# Tomblaine
Tomblaine är en kommun i departementet Meurthe-et-Moselle i regionen Grand Est (tidigare regionen Lorraine) i nordöstra Frankrike. Kommunen ligger i kantonen Tomblaine som tillhör arrondissementet Nancy. År 2022 hade Tomblaine 9 040 invånare.

## Befolkningsutveckling
Antalet invånare i kommunen Tomblaine
| Referens: INSEE |